# ين ياباني

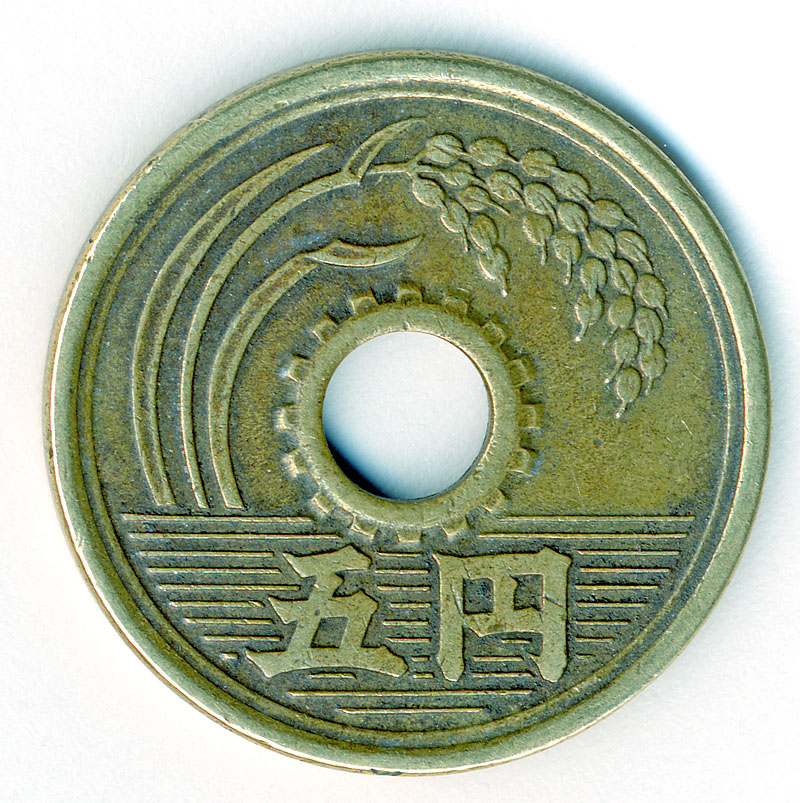
الين الياباني

الين (باليابانية: 円، الرمز:، الكود: JPY أوJP) هو العملة الرسمية في اليابان. الين ثالث أكثر عملة تداولًا في سوق العملات الأجنبية، بعد الدولار الأمريكي واليورو. وهو ثالث عملة احتياطي عالمية بعد الدولار الأمريكي واليورو.
كان مفهوم الين عنصرًا في برنامج حكومة مييجي في أواخر القرن التاسع عشر لتحديث اقتصاد اليابان، طرح هذا البرنامج فكرة عملة موحدة في أرجاء البلد، تكون على طريقة نظام العملة الأوروبية العشري. قبل استعراش مييجي، كانت الإقطاعات في اليابان هي التي تصدر أموالها، وكانت تسمى هانساتسو، وكانت مجموعة من العملات غير المتوافقة. صدر قانون العملة الجديدة عام 1871 وألغى هذه العملات وأسس الين، وعرّفه بأنه غرام ونصف من الذهب (0.048 من أونصة تروي)، أو 24.26 غرام من الفضة (0.780 من أونصة تروي)، وجعله العملة العشرية الجديدة. أصبحت الإقطاعات القديمة محافظات، وأصبحت مصاكّها مصارف مستثمرة، احتفظت أول الأمر بحق طباعة المال. لإنهاء هذه الحال، تأسس بنك اليابان عام 1882، وأُعطي احتكارًا في التحكم بمعروض المال.
بعد الحرب العالمية الثانية خسر الين كثيرًا من قيمته التي كانت قبل الحرب. لإقرار الاقتصاد الياباني، ثُبّت سعر صرف الين بـ360 ينًّا للدولار الواحد، حسب نظام بريتون وودز. عندما ألغي هذا النظام عام 1971، أصبح الين أقل في القيمة، وعُوّم. ازدادت قيمة الين إلى أن بلغت 271 ينًّا للدولار الواحد عام 1973، ثم مرّت بفترات انخفاض وارتفاع بسبب أزمة النفط عام 1973، إلى أن بلغت 227 ينا أمام الدولار عام 1980.
منذ عام 1973، حافظت الحكومة اليابانية على سياستها في التدخل في العملة، فأصبح الين تحت نظام «تعويم وسخ». ركزت الحكومة اليابانية على نظام تصدير منافس، وحاولت ضمان انخفاض سعر صرف الين من خلال الفائض التجاري. غيّر اتفاق البلازا عام 1985 هذا الوضع مؤقتًا: انخفض سعر صرف الين من متوسطه (وكان 239 ينًّا للدولار عام 1985) إلى 128 ينًّا للدولار عام 1988 وهو ما قاد إلى انخفاضه إلى 80 ينا عام 1995، ليزيد قيمة الناتج الإجمالي المحلي الياباني إلى ما يكاد يكافئ الناتج الإجمالي المحلي للولايات المتحدة. منذ ذلك الوقت، انخفض السعر العالمي للين انخفاضًا كبيرًا. يحافظ بنك اليابان على سياسة تجعل معدلات الفائدة صفرًا أو قريبة من الصفر، وقد كان للحكومة اليابانية سابقًا سياسة صارمة ضد التضخم. أصبحت العملة عملة غير مرغوب فيها بسبب الانخفاض الحاد في قيمتها منذ عام 2022. ولهذا السبب، قد لا تتعامل مكاتب الصرافة مع الين الياباني. من المتوقع أن تستمر العملة في الانخفاض السريع في قيمتها. وقد تحققت توقعات صحيفة "نيهون كيزاي شيمبون" وتحقق توقع صحيفة "نيهون كيزاي شيمبون" ويتم تداول العملة عند 155 ين مقابل الدولار اعتبارًا من عام 2024.

## النطق والتأثيل
الين كلمة مشتقة من الكلمة اليابانية 圓 (えん إن، ومعناها الحرفي: «مستدير»)، وتستعير هذه الكلمة قراءتها الصوتية من اليوان الصيني، وهو مشابه للوون الكوري (الاسم نفسه في الكوريتين). في الأصل، كان الصينيون يتاجرون بالفضة وكانت تسمى السيكي، وعندما وصلت العملات الفضية الإسبانية والمكسيكية من الفلبين، سماها الصينيون «المستديرات الفضية» (بالصينية: 銀圓، بالبينيين: ينيوان) دلالة على أشكالها المستديرة. ظهرت هذه العملات وظهر اسمها كذلك في اليابان. بدّل الصينيون بعد ذلك حرف 圆 أو 圓 بحرف 元، أما اليابانيون فاستمروا على الكلمة نفسها، وأُعطيت الكلمة شكل الشنجيتاي 円 في الإصلاحات التي جرت لدى نهاية الحرب العالمية الثانية.
إملاء كلمة ين ونطقها معياري في الإنكليزي لأن الأوروبيين عندما لاقوا اليابان في القرن السادس عشر كان الحرف الياباني (え) (إ) والحرف (ゑ) (وِي)، كلاها ينطقان (يي)، وكذلك لفظهما المبشرون البرتغاليون. مع حلول أواسط القرن الثامن عشر، أصبح الحرفان ينطقان (إ) في اليابانية الحديثة، ولو أن بعض المناطق حافظت على اللفظ الأول. كتب والتر هنري مدهرست، الذي لم يزر اليابان ولم يلقَ يابانيًّا قط، ولكنه استعان بمعجم ياباني هولندي، كتب بعض حروف (إ) بهيئة (يي) في معجمه الياباني الإنكليزي والإنكليزي الياباني (1830). في فترة مييجي المبكرة، لفظ جيمس كورتيس هبرن، تبعًا لمدهرست، كل حروف (إ) على هيئة (يي) في معجمه الياباني الإنكليزي (1867)، في اليابانية، هذا الحرفان حنَكيّان شيئًا ما، مثل الروسية. كان هذا أول معجم ياباني إنكليزي وإنكليزي ياباني كامل، وكان له أثر كبير على الغربيين في اليابان، ولعلّ أنه هو الذي دفع إلى اللفظ «ين». دقق هبرن معجمه وأرجع معظم حروف (يي) إلى (إ) في الطبعة الثالثة (1886) لتطابق اللفظ الحديث، إلا كلمة «ين». يرجح أن هذا اللفظ كان ثابتًا من قبل وبقي كذلك منذئذ.

## التاريخ

### مدخل
في القرن التاسع عشر، كانت الدولارات الفضية الإسبانية شائعة في أرجاء الشرق الأقصى، من بلاد جنوب شرق آسيا والصين واليابان. جاءت هذه العملات من طريق مانيلا في الفلبين وكانت جزءًا من جزر الهند الشرقية الإسبانية في الإمبراطورية الإسبانية الاستعمارية، واستمر تدفقها مئتين وخمسين عامًا، إذ كانت تصل في سفن تسمى غاليونات مانيلا في تجارة مانيلا-أكابولكو الغاليونية من أكابولكو إلى ولاية إسبانيا الجديدة (المكسيك). إلى القرن التاسع عشر، كانت هذه الدولارات الفضية عملات إسبانية فضية حقيقية صُكّت في العالم الجديد، معظمها في مدينة المكسيك، وعُدّنت فضتها من مناجم الفضة في بوتوسي في بوليفيا والبيرو. ولكن، منذ أربعينيات ذلك القرن، حلّت محل هذه العملات الدولارات الفضية الصادرة من الجمهوريات الأمريكية اللاتينية الجديدة، كالمكسيك. في النصف الأخير من القرن التاسع عشر، صُنعت عملات محلية في المنطقة مشابهة للبيزو المكسيكي. أول هذه العملات الفضية المحلية كان الدولار الفضي الذي صُكّ في هونغ كونغ بين عام 1866 و 1869. كان الصينيون بِطاءً في قبول هذه المصكوكات الغريبة وفضّلوا الدولارات المكسيكية التي يعرفونها، لذا توقفت حكومة هونغ كونغ عن صك هذه العملة وباعت آلات الصك لليابان.
ثم قرر اليابانيون اعتماد مصكوكة فضية مثل الدولار باسم الين، ومعناه: «الشيء المستدير». اعتمدت حكومة مييجي رسميًّا الين في قانون وُقّع في 27 يونيو 1871. أُدخلت العملة الجديدة تدريجيًّا بدءًا من يوليو في تلك السنة. لذا فقد كان الين فعليًّا واحدة دولار، ومثل كل الدولارات، كان مشتقًّا من قطع الثمانية الإسبانية، وإلى عام 1873 كانت كل الدولارات في العالم تقريبًا لها القيمة نفسها. حل الين محل مصكوكات توكوغاوا، وهو نظام نقدي معقد ساد في فترة إيدو وكان قائمًا على المُن. طرح قانون العملة الجديدة عام 1871 اعتماد نظام محاسبة عشري للين، وسمّى الواحدات التالية: الين (1, 圓)، والسن (1⁄100, 錢) والرن (1⁄1000, 厘) وكانت هذه المصكوكات مستديرة ومصنوعة بآلات غربية. كان الين معرّفًا بالقانون بأنه 0.78 أونصة تروي (24.26 غرام) من الفضة الخالصة أو غرام ونصف غرام من الذهب الخالص (كما وصى مجلس الاقتصاديين الأوروبيين في باريس عام 1867، كانت مصكوكة ذات الخمس ينّات مساوية لمصكوكة ذات الخمس الأرجنتينية)، فكان بذلك قائمًا على نظام المعدنين.
بعد انخفاض فيمة الفضة عام 1873، انخفضت قيمة الين أمام الدولار الأمريكي والكندي (وكان كلاهما على نظام الذهب)، وفي عام 1897 كان الين مساويًا لنحو نصف دولار فقط. في ذلك العام، اعتمدت اليابان نظام صرف ذهبيًّا فجمّدت سعر الصرف عند نصف دولار للين. بقي سعر الصرف ثابتًا إلى أن تركت اليابان نظام الذهب في ديسمبر 1931، وهوى بعدها الين إلى 0.3 دولار في يوليو 1932 و 0.2 في 1933. بقي السعر مراوحاً مكانه عند 0.30 إلى بداية حرب الهادي في 7 ديسمبر 1941، إذ سقط عندها إلى 0.23 أمام الدولار.
أُلغي السن والرن وسُحبا من السوق في نهاية 1953.

## العملات والصرف
يقوم بنك اليابان (وهو الجهة المسئولة عن إصدار العملة باليابان) بإصدار العملات طبقا للآتي :

### عملات معدنية
أول قطعة نقدية يابانية، وادو كايشين، وقع صكها في سنة 708. كان وزن قطعة 1 ين 1 غرام وقطرها 1 سم. وقد تكون حواف العملة المعدنية مضلعة ببعض الإصدارات.

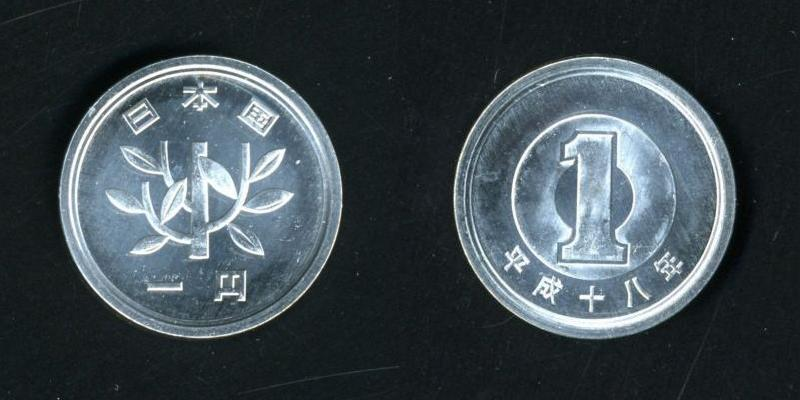
1 ين
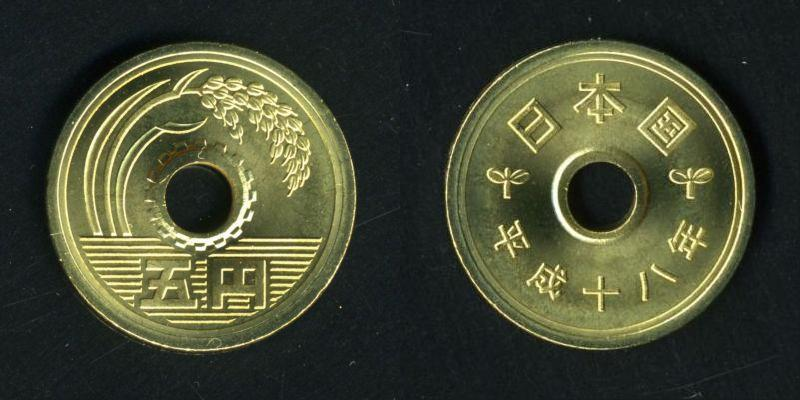
5 ين
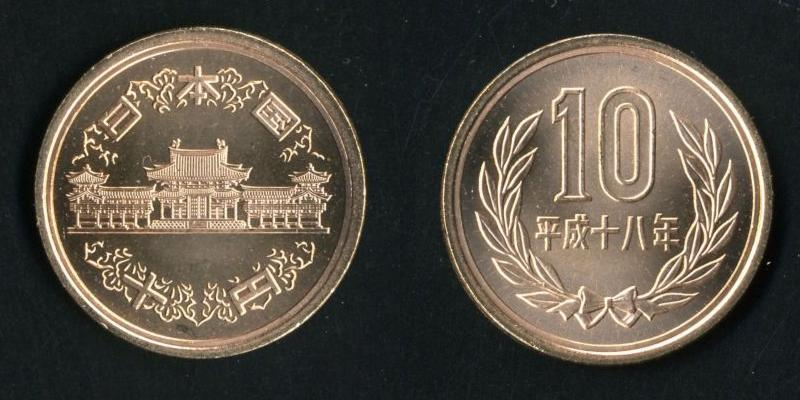
10 ين
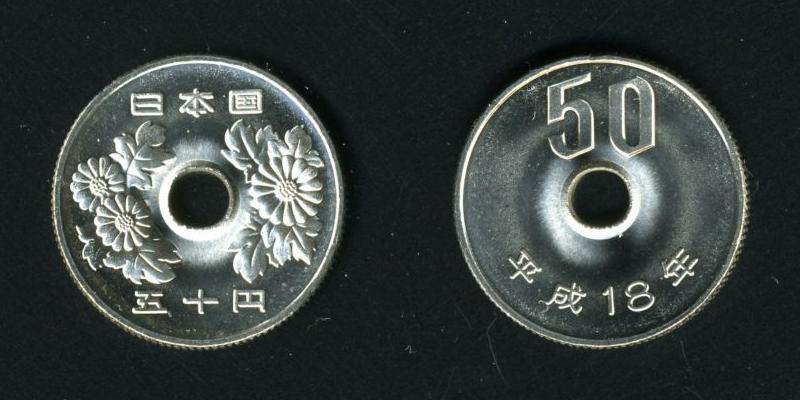
50 ين
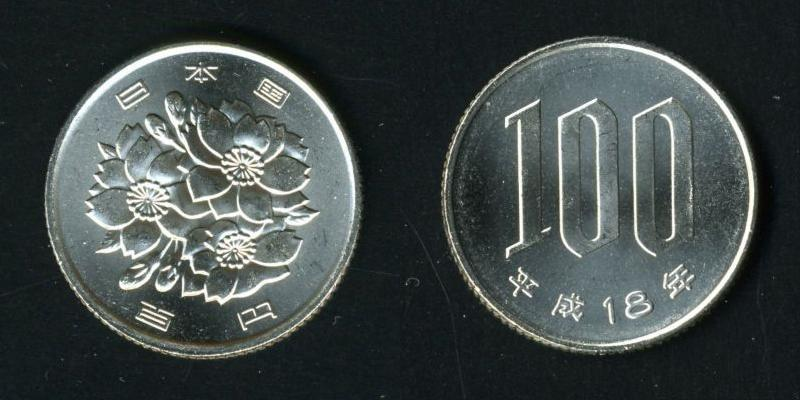
100 ين
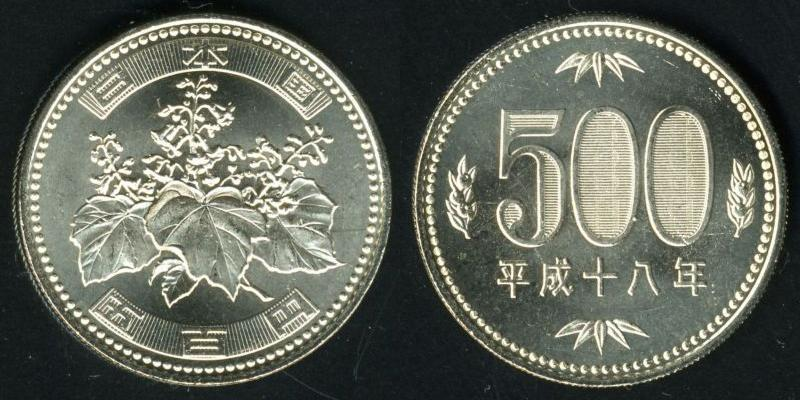
500 ين

### عملات ورقية
بدأ إصدار أوراق الين النقدية في عام 1872، بعد عامين من إدخال العملة. تراوحت فئات العملات من 1 ين إلى 10,000 ين؛ منذ عام 1984 كانت الورقة النقدية الأقل قيمة هي فئة 1000 ين. قبل وأثناء الحرب العالمية الثانية أصدرت هيئات مختلفة عملات ورقية مثل وزارة المالية والبنك الوطني الياباني الإمبراطوري.
في الوقت الحاضر، طُبعت صور لأشخاص من فترة ميجي على الأوراق النقدية اليابانية.

### سلسلة E
أصدرت سلسلة E في عام 2004 بفئات 1,000 و 5,000 و 10,000 ين.
| الصورة | الصورة | القيمة    | الأبعاد      | اللون  | الوصف            | الوصف                             | السلسلة | تاريخ الإصدار |
| الوجه  | الظهر  | القيمة    | الأبعاد      | اللون  | الوجه            | الظهر                             | السلسلة | تاريخ الإصدار |
| ------ | ------ | --------- | ------------ | ------ | ---------------- | --------------------------------- | ------- | ------------- |
|        |        | 1000 ين   | 150 × 76 ملم | أزرق   | هيديو نوغوتشي    | جبل فوجي وبحيرة موتسو وساكورا     | سلسلة E | 1 نوفمبر 2004 |
|        |        | 2000 ين   | 154 × 76 ملم | أخضر   | شريمون           | قصة غنجي وصورة من موراساكي شيكيبو | سلسلة D | 19 يوليو 2000 |
|        |        | 5000 ين   | 156 × 76 ملم | بنفسجي | إيتشيو هيغوتشي   | صورة القزحية                      | سلسلة E | 1 نوفمبر 2004 |
|        |        | 10,000 ين | 160 × 76 ملم | بني    | فوكوزاوا يوكيتشي | تمثال فنغهوانغ في معبد بيودو إن   | سلسلة E | 1 نوفمبر 2004 |

### سلسلة F
أعلن وزير المالية تارو أسو في 9 أبريل 2019 عن إصدار سلسلة F في عام 2024. قررت الوزارة عدم إعادة تصميم ورقة 2000 ين بسبب ضعف التداول.
وبتاريخ 3 يوليو 2024، بدأت اليابان تداول الأوراق النقدية الجديدة، والتي حملت صورًا ثلاثية الأبعاد لمؤسسي مؤسسات مالية وتعليمية نسائية في محاولة لمنع التزوير، باستخدام تقنية وصفتها هيئة الطباعة الوطنية في اليابان بأنّها "الأولى من نوعها في العالم في مجال الأموال الورقية".
| الصورة | الصورة | القيمة    | الأبعاد      | اللون  | الوصف               | الوصف                                                                          | تاريخ الإصدار |
| الوجه  | الظهر  | القيمة    | الأبعاد      | اللون  | الوجه               | الظهر                                                                          | تاريخ الإصدار |
| ------ | ------ | --------- | ------------ | ------ | ------------------- | ------------------------------------------------------------------------------ | ------------- |
|        |        | 1000 ين   | 150 × 76 ملم | أزرق   | كيتاساتو شيباسابورو | الموجة الكبيرة في كاناغاوا (من مشاهد جبل فوجي الستة والثلاثون عن طريق هوكوساي) | مجدول في 2024 |
|        |        | 5000 ين   | 156 × 76 ملم | بنفسجي | تسودا أوميكو        | زهرة وستارية                                                                   | مجدول في 2024 |
|        |        | 10,000 ين | 160 × 76 ملم | بني    | شيبوساوا إييتشي     | محطة طوكيو                                                                     | مجدول في 2024 |

## تطور اليورو مقارنة بالين
الصور التالية تمثل تطور اليورو مقارنة بالين الياباني منذ 1990
قراءة الصورة:

تغير اليورو مقارنة بالين منذ 1990

الصورة تمثل تغير اليورو مقارنة بالين، فبين سنتي 1999 و 2001, انخفض الفرق بين الين الياباني واليورو فأصبح بذلك: 1 يورو يعادل تقريبا 130 ينا يابانيا. وبسبب التطور في منطقة أوروبا، عاد اليورو بقوة في سنتي 2007 و 2008, فصار 1 يورو يعادل تقريبا 166 ينا يابانيا. وخلال الأزمة، عاد اليورو للانخفاض، فصار بذلك 1 يورو يعادل 110 ينا يابانيا خلال سنة 2010.

## مكتبة الصور
|  |  |
|  |  |
|  |  |
|  |  |
|  |  |
|  |  |
|  |  |
|  |  |

## وصلات خارجية
- قطعة نقدية من اليابان (كتالوج ومعرض)

| ع ن ت         | '95 | '96   | '97   | '98   | '99   | '00   | '01   | '02   | '03   | '04   | '05   | '06   | '07   | '08   | '09   |
| دولار أمريكي  | 59.0% | 62.1% | 65.2% | 69.3% | 70.9% | 70.5% | 70.7% | 66.5% | 65.8% | 65.9% | 66.4% | 65.7% | 64.1% | 64.1% | 62.2% |
| يورو          | |       |       |       | 17.9% | 18.8% | 19.8% | 24.2% | 25.3% | 24.9% | 24.3% | 25.2% | 26.3% | 26.4% | 27.3% |
| جنيه استرليني | 2.1% | 2.7%  | 2.6%  | 2.7%  | 2.9%  | 2.8%  | 2.7%  | 2.9%  | 2.6%  | 3.3%  | 3.6%  | 4.2%  | 4.7%  | 4.0%  | 4.3%  |
| ين ياباني     | 6.8% | 6.7%  | 5.8%  | 6.2%  | 6.4%  | 6.3%  | 5.2%  | 4.5%  | 4.1%  | 3.9%  | 3.7%  | 3.2%  | 2.9%  | 3.1%  | 3.0%  |
| مارك ألماني   | 15.8% | 14.7% | 14.5% | 13.8% |       |       |       |       |       |       |       |       |       |       |       |
| فرنك فرنسي    | 2.4% | 1.8%  | 1.4%  | 1.6%  |       |       |       |       |       |       |       |       |       |       |       |
| فرنك سويسري   | 0.3% | 0.2%  | 0.4%  | 0.3%  | 0.2%  | 0.3%  | 0.3%  | 0.4%  | 0.2%  | 0.2%  | 0.1%  | 0.2%  | 0.2%  | 0.1%  | 0.1%  |
| آخرون         | 13.6% | 11.7% | 10.2% | 6.1%  | 1.6%  | 1.4%  | 1.2%  | 1.4%  | 1.9%  | 1.8%  | 1.9%  | 1.5%  | 1.8%  | 2.2%  | 3.1%  |
|               | المصادر: 1995-1999, 2006-2009 IMF ص‌ن‌د: تشكيلة عملات احتياطيات النقد الأجنبي الرسمية Sources: 1999-2005 ECB: تراكم احتياطيات العملة الصعبة |       |       |       |       |       |       |       |       |       |       |       |       |       |       |